# Дуглас-Комптон, Чарльз, 3-й маркиз Нортгемптон
Чарльз Дуглас-Комптон, 3-й маркиз Нортгемптон (англ. Charles Douglas-Compton, 3rd Marquess of Northampton; 26 мая 1816 — 3 марта 1877) — британский пэр, известный как граф Комптон с 1828 по 1851 год.

## Биография
Чарльз Комптон родился 26 мая 1816 года на Парламент-стрит в Лондоне. Старший сын Спенсера Комптона, 2-го маркиза Нортгемптона (1790—1851), и его жены Маргарет (? — 1830), старшей дочери Уильяма Дугласа-Маклина-Клефана. Учился в Итонском колледже (Виндзор, Беркшир) и Тринити-колледже, последний окончил в 1837 году со степенью магистра искусств . В 1850 году он получил почетную степень доктора гражданского права от Оксфордского университета.
5 января 1831 года, через год после смерти матери, Чарльз Комптон принял дополнительную фамилию — Дуглас .
17 января 1851 года после смерти своего отца Чарльз Дуглас-Комптон унаследовал титулы 3-го маркиза Нортгемптона, 11-го графа Нортгемптона, 3-го графа Комптона из Комптона и 3-го барона Уилмингтона из Уилмингтона.
Чарльз Дуглас-Комптон был назначен заместителем лейтенанта Аргайлшира в 1841 году. Он был попечителем Национальной галереи (Лондон). Чарльз Дуглас-Комптон унаследовал Комптон Уайньятс в Уорикшире, а в 1867 году поручил сэру Мэтью Дигби Уайатту восстановить его.
5 июля 1854 года он женился на Теодосии Гарриет Элизабет Вайнер (14834 — 18 ноября 1864), дочери Генри Вайнера (1805—1861) и леди Мэри Гертруды Уэделл (1809—1892). Их брак был бездетным.
3 марта 1877 года 60-летний Чарльз Дуглас-Комптон скончался. Ему наследовал его младший брат, адмирал лорд Уильям Комптон, 4-й маркиз Нортгемптон.